# 波尔塔夫河
波尔塔夫河（俄語：Река Полтавская）是萨哈林州多林斯克区的河流，向北流，长13公里，流域面积26.7平方公里，在距河口29公里处注入大塔科伊河。

## 引用
1. ↑  . 国家水登记处.   [2024-08-22]. （原始内容存档于2024-08-22） （俄语）.
2. ↑  М·Г·瓦西科夫斯基. . 列宁格勒: 气象出版社. 1973 （俄语）.